# Helen (filme)
Helen é um filme brasileiro de 2021, do gênero drama, escrito e dirigido por André Meirelles Collazzo. Baseado em uma história real, traz Marcélia Cartaxo e Thalita Machado como avó e neta lutando para sobreviver em meio a realidade social em que vivem morando em um cortiço.
Foi selecionado para o Festival de Cinema Latino-Americano de Toulouse em 2020.

## Sinopse
Helen (Thalita Machado) é uma jovem menina de apenas 9 anos que vive com sua avó, Dona Graça (Marcélia Cartaxo), em um cortiço muito simples no bairro Bexiga, em São Paulo. Nascida em uma família pobre e desestruturada, ela tem uma realidade intensa no cotidiano dessa grande cidade, transitando livremente pelo bairro todos os dias. Ainda ingênua, Helen passa o dia alheia à sua dura realidade e se preocupa com apenas uma coisa no momento: juntar dinheiro para dar de presente de aniversário um kit de maquiagem para a avó. Ela fará de tudo para alcançar esse objetivo.

## Elenco
| Ator/Atriz       | Personagem                               |
| ---------------- | ---------------------------------------- |
| Thalita Machado  | Helen Garcia Almeida                     |
| Marcélia Cartaxo | Maria das Graças de Almeida (Dona Graça) |
| Tony Tornado     | Antônio                                  |
| Luiza Braga      | Jucélia Almeida                          |
| Al Danuzio       | Fiscal da prefeitura                     |

## Produção
O filme traz uma história real de Dona Maria das Neves de Almeida (no filme retratada como Dona Graça), moradora do bairro Bexiga, em São Paulo, que vende churrasquinho na porta de casa para pagar os estudos da neta, Agata Helen Garcia Almeida (no filme, apenas Helen). Na vida real, quando a menina nasceu, seus pais tinham apenas 14 anos, por isso foi criada pela avó. Esse é o primeiro filme do diretor André Meirelles Collazo e foi produzido pela empresa Prosperidade Content.
Para a escolha da atriz que interpretaria Helen, foram feitos diversos testes come estudantes de escolas públicas do bairro Bexiga, na cidade de São Paulo, até que Thalita Machado foi escolhida para o papel.Marcélia Cartaxo, atriz já consagrada e premiada no cinema nacional por trabalhos como A Hora da Estrela e Pacarrete, foi convidada para interpretar a avó, Dona Graça.

## Lançamento

### Festivais de cinema nacionais e internacionais
Helen teve exibição no tradicional Festival de Cinema Latino-Americano de Toulouse em 2020, onde ganhou o prêmio PRIX RAIL DOC. O longa também foi selecionado para outros festivais nacionais e internacionais, como: Mostra de Cinema de Ouro Preto (CineOP) de 2020, Cine en Construcción, em Toulouse 2019, Festival LE ZOLA Reflets du Cinèma de 2020, e teve seu roteiro finalista no prêmio de Guiões no Festival do Roteiro de Língua Portuguesa 2017, em Lisboa.

### Distribuição nos cinemas do Brasil
Com distribuição feita pela empresa Elo Company, chegou aos cinemas apenas em 17 de junho de 2021, com sessões limitadas, devido à pandemia de COVID-19. Contou com sessões em cinemas das cidades de São Paulo, Rio de Janeiro, Porto Alegre, Salvador e Brasília.

## Recepção

### Prêmios e indicações
| Ano  | Festivais                                       | Categoria      | Nomeações                | Resultado |
| ---- | ----------------------------------------------- | -------------- | ------------------------ | --------- |
| 2017 | Festival do Roteiro de Língua Portuguesa        | Melhor Roteiro | André Meirelles Collazzo | Indicado  |
| 2020 | Festival de Cinema Latino-Americano de Toulouse | Prix Rail Doc  | André Meirelles Collazzo | Venceu    |